# سیاهک‌قارچ‌سانان
سیاهک‌قارچ‌سانان (نام علمی: Ustilaginales) نام یک راسته از رده قارچ‌های سیاهکی است.